# Tri plakata izvan grada (2017.)
Tri plakata izvan grada (eng. Three Billboards Outside Ebbing, Missouri) je američka drama iz 2017. godine čiji je scenarist, producent i redatelj Martin McDonagh. U filmu su glavne uloge ostvarili Frances McDormand, Woody Harrelson i Sam Rockwell. McDormand u filmu tumači majku koja unajmljuje tri velika plakatna mjesta postavljena pokraj lokalne ceste kako bi privukla pozornost na još uvijek neriješeno ubojstvo njezine kćerke.
Film Tri plakata izvan grada u službenu kino distribuciju u SAD-u krenuo je 10. studenog 2017., u Ujedinjenom Kraljevstvu 12. siječnja 2018., a u Hrvatskoj 22. veljače 2018. godine. Do danas je u svijetu utržio preko 87 milijuna dolara. Pobrao je hvalospjeve filmske kritike diljem svijeta, prvenstveno za scenarij, režiju te glumačka ostvarenja McDormand, Harrelsona i Rockwella.
Tri plakata izvan grada dobio je sedam nominacija za prestižnu nagradu Oscar uključujući one u kategorijama najboljeg filma, originalnog scenarija, glavne glumice (McDormand) i sporednog glumca (Harrelson i Rockwell). Film je osvojio brojne druge nagrade uključujući četiri Zlatna globusa (za najbolji film (drama), najbolju glavnu žensku ulogu u drami (McDormand), najboljeg sporednog glumca (Rockwell) i najbolji scenarij) i dvije nagrade Udruženja glumaca Amerike uključujući onu za najbolji glumački ansambl.

## Radnja
Mildred Hayes oplakuje smrt svoje kćerke tinejdžerice Angele koja je prije sedam mjeseci brutalno silovana i ubijena. Ljuta zbog nedostatka napretka istrage, ona unajmljuje tri velika plakatna mjesta u blizini svojeg doma (koja se godinama ne koriste), a na kojima u sekvencama stoji tekst: "SILOVANA NA SAMRTI", "JOŠ UVIJEK NITKO NIJE UHIĆEN?" i "ŠTO SE DOGAĐA, ŠERIFE WILLOUGHBY?". Navedeni plakati uzrokuju nemir sugrađana, uključujući šerifa Billa Willoughbyja i policajca rasističkih uvjerenja Jasona Dixona. Njihovo mišljenje da plakati vrijeđaju podupire i činjenica da gotovo svi znaju da Willoughby umire od raka gušterače. Mildred i njezinog ionako depresivnog sina Robbieja sumještani započnu maltretirati i prijetiti im, ali unatoč tome što Robbie mijenja svoje mišljenje, Mildred ostaje čvrsta u svojim uvjerenjima.
Premda Willoughby suosjeća s njezinom frustracijom, također smatra da plakati predstavljaju nepravedan napad na njegov karakter. Razljućen nedostatkom poštovanja Mildred prema autoritetu, Dixon istovremeno prijeti Redu - mladiću koji je Mildred iznajmio plakatna mjesta, te također uhićuje i njezinu prijateljicu i kolegicu s posla Denise. Mildred uskoro posjećuje i Charlie, njezin bivši suprug sklon nasilju, koji ju optužuje za smrt njihove kćerke.
Willoughby dovodi Mildred u policijsku postaju nakon što ova ozlijedi zubara u njegovoj klinici. Tijekom intervjua, Willoughby iskašljava krv. Napušta bolnicu protivno savjetu doktora te provodi idiličan dan sa svojom suprugom Anne i njihovim kćerima prije nego što kasno navečer počini samoubojstvo. Iza sebe ostavlja oproštajna pisma za nekoliko ljudi, uključujući i jedno za Mildred u kojem joj objašnjava da ona nije bila faktor zbog kojeg se odlučio ubiti te ju obavještava da je u tajnosti platio najamninu plakata za naredni mjesec. U njezinom dućanu stranac prijeti Mildred. Na vijest o Willoughbyjevoj smrti Dixon reagira napadom na Reda i njegovu asistenticu. Napadu svjedoči Abercrombie, Willoughbyjeva zamjena, koji odmah daje otkaz Dixonu.
Uskoro netko zapali sva tri plakata koja bivaju uništena. Kao osvetu Mildred uzvraća bacanjem molotovljevih koktela na policijsku postaju za koju u tom trenutku smatra da je prazna. Međutim, u njoj se nalazi Dixon koji upravo čita pismo koje mu je ostavio Willoughby i u kojem ga savjetuje da ostavi mržnju kojom je ispunjen i nauči voljeti, jer je to jedini put za ono što najviše želi u životu - postati detektivom. Dixon bježi od vatre uzevši Angelin dosje te zadobivši opekline. James, poznanik od Mildred, biva svjedokom cijelog slučaja, ali tijekom ispitivanja daje Mildred alibi tvrdeći da su se oboje nalazili na spoju.
Nakon što bude otpušten iz bolnice, Dixon u baru čuje razgovor čovjeka koji je ranije prijetio Mildred o incidentu koji sliči na slučaj Angelinog ubojstva. Primjećuje da su tablice njegovog automobila iz države Idaho te iscenira tučnjavu kako bi se domogao DNK-a nepoznatog muškarca ispod vlastitih noktiju. U međuvremenu, Mildred odlazi na pravi spoj s Jamesom kako bi mu zahvalila na pruženom alibiju; tijekom spoja u isti restoran dolazi i Charlie sa svojom 19-godišnjom djevojkom Penelope koji priznaje Mildred da je zapalio plakate. Mildred mu odgovara da se prema Penelope odnosi bolje nego što se odnosio prema njoj.
Abercrombie obavještava Dixona da je DNK analiza pokazala da nepoznati muškarac nema nikakve veze s Angelinim ubojstvom te da se isti u vrijeme ubojstva nalazio na vojnoj dužnosti van zemlje. Mildred i Dixon zaključuju da muškarac mora biti kriv za neko drugo silovanje (budući je to i spomenuo u razgovoru kojeg je Dixon načuo u baru) te se oboje zapute u Idaho s pištoljem. Na putu mu Mildred priznaje da je ona ta koja je zapalila policijsku postaju, a Dixon joj odgovara da to nije nikakvo iznenađenje. Oboje izražavaju rezervacije prema njihovoj misiji te se slože da će putem odlučiti što će točno napraviti.

## Glumačka postava
- Frances McDormand kao Mildred
- Caleb Landry Jones kao Red Welby
- Kerry Condon kao Pamela
- Sam Rockwell kao Dixon
- Darrell Britt-Gibson kao Jerome
- Woody Harrelson kao Willoughby
- Abbie Cornish kao Anne
- Lucas Hedges kao Robbie
- Željko Ivanek kao Desk Sergeant
- Peter Dinklage kao James
- John Hawkes kao Charlie
- Samara Weaving kao Penelope
- Clarke Peters kao Abercrombie

## Produkcija
McDonagh je inspiraciju za scenarij filma Tri plakata izvan grada dobio nakon što je vidio plakate o neriješenom zločinu dok je putovao "negdje oko Georgije, Floride i Alabame". O slučaju koji je inspirirao film, McDonagh je izjavio: "Bijes koji je bio potreban da se takvi plakati postave bio je gotovo opipljiv i to je bila stvar koju sam zapamtio". U konačnici je bio inspiriran napisati izmišljenu priču koja će se vrtiti oko slične situacije: "Onoga trenutka kada sam odlučio da je lik koji postavlja plakate majka, sve je sjelo na svoje mjesto".
Lik Mildred napisan je direktno za glumicu Frances McDormand. McDormand je u početku željela da njezin lik bude baka, ali se McDonagh s tim nije slagao budući bi to uvelike promijenilo priču. U konačnici ju je njezin suprug, Joel Coen, uvjerio da bez obzira na sve prihvati ulogu. McDormand je inspiraciju za svoj lik pronašla u Johnu Wayneu. Glumac Sam Rockwell svoju je inspiraciju pronašao u Lee Marvinu koji u filmu Čovjek koji je ubio Libertyja Valancea glumi s Wayneom te je istaknuo da je svoj lik želio učiniti "potpunom suprotnošću" u odnosu na Mildred. Kako je lik Mildred napisan za McDormand, tako je i lik Dixona napisan specifično za Rockwella.
Snimanje filma započelo je 2. svibnja 2016. godine u Sylvi (država Sjeverna Karolina), a trajalo je sveukupno 33 dana.

## Vanjske poveznice
- Tri plakata izvan grada u internetskoj bazi filmova IMDb-a